# Musées du compagnonnage
Plusieurs musées du compagnonnage existent en et hors de France pour promouvoir cette pratique, dont ceux de cette liste.

## Musées du compagnonnage en France
- Arras : musée des Compagnons d'Arras[1]
- Bordeaux : musée des Compagnons du Tour de France locaux[2]
- Châteauroux : musée du compagnonnage[3]
- Limoges : musée du compagnonnage de Limoges[4]
- Montauban : musée des Compagnons[5]
- Nantes : musée des Compagnons du Devoir[6]
- Paris : musée-librairie du Compagnonnage de Paris
- Romanèche-Thorins (Saône-et-Loire) : musée départemental du compagnonnage Pierre-François Guillon[7]
- Toulon : musée des Compagnons du Tour de France locaux[8]
- Toulouse : musée des Compagnons de Toulouse[9]
- Tours : musée du Compagnonnage[10]

## Hors de France
- Auberge-musée des compagnons allemands à Blankenburg (Harz)[11]